# Beggingen
Beggingen és un municipi del cantó de Schaffhausen (Suïssa).